# Diomedea exulans
Diomedea exulans là một loài chim trong họ Diomedeidae.

## Hình ảnh

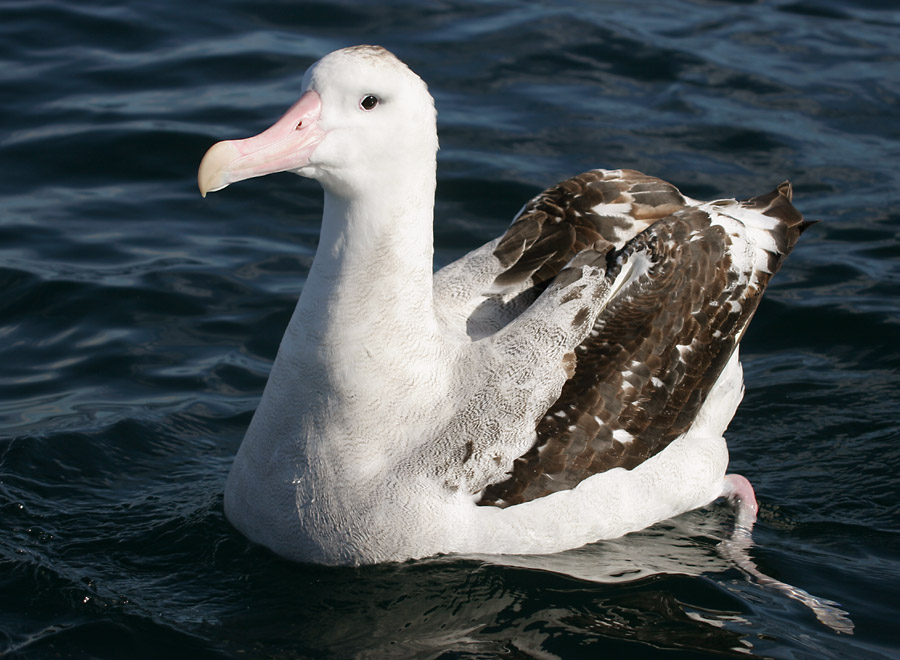
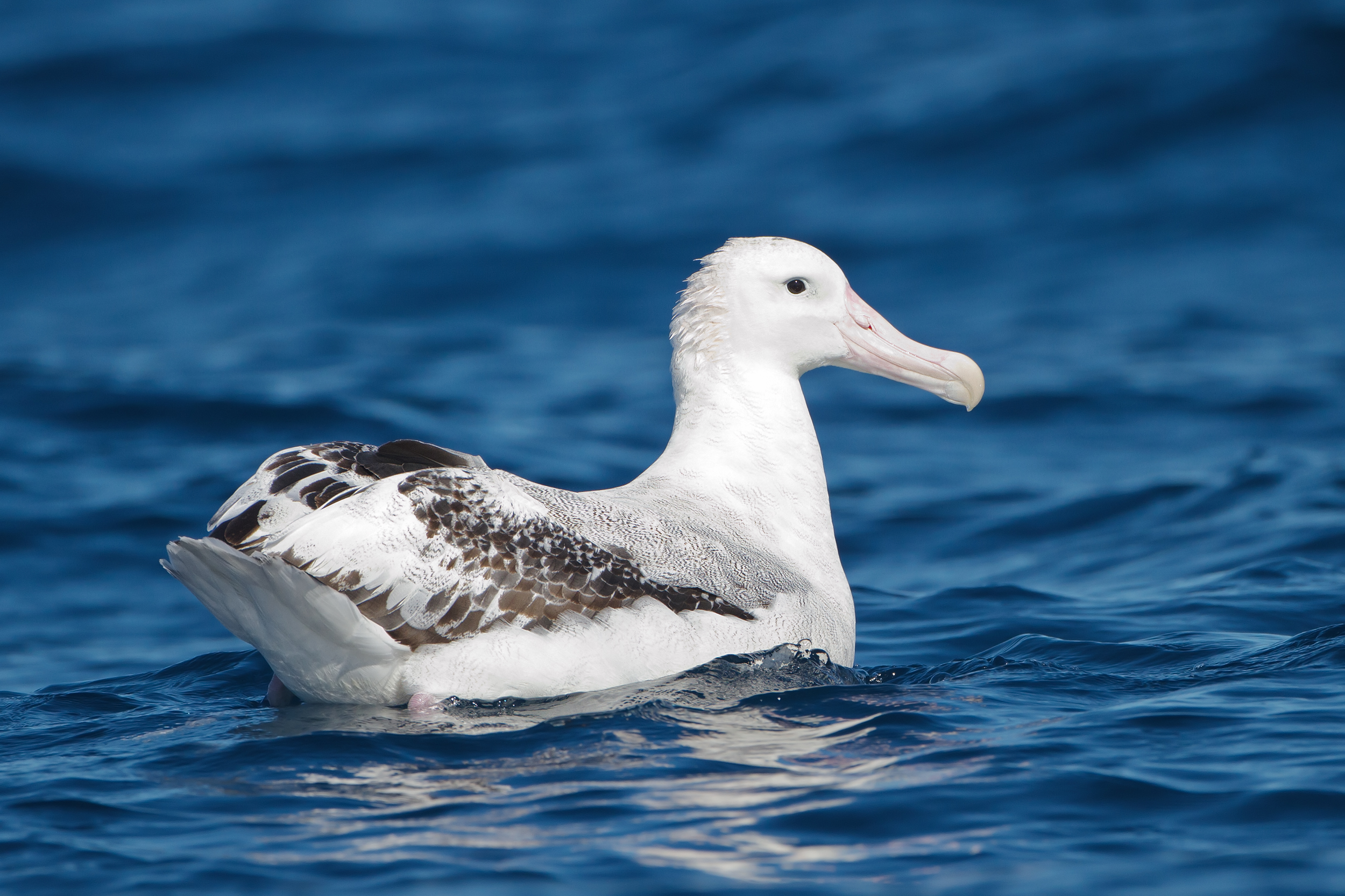
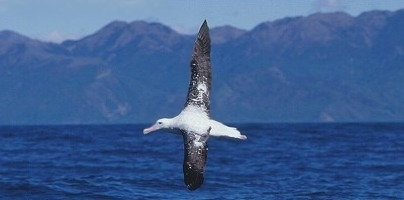
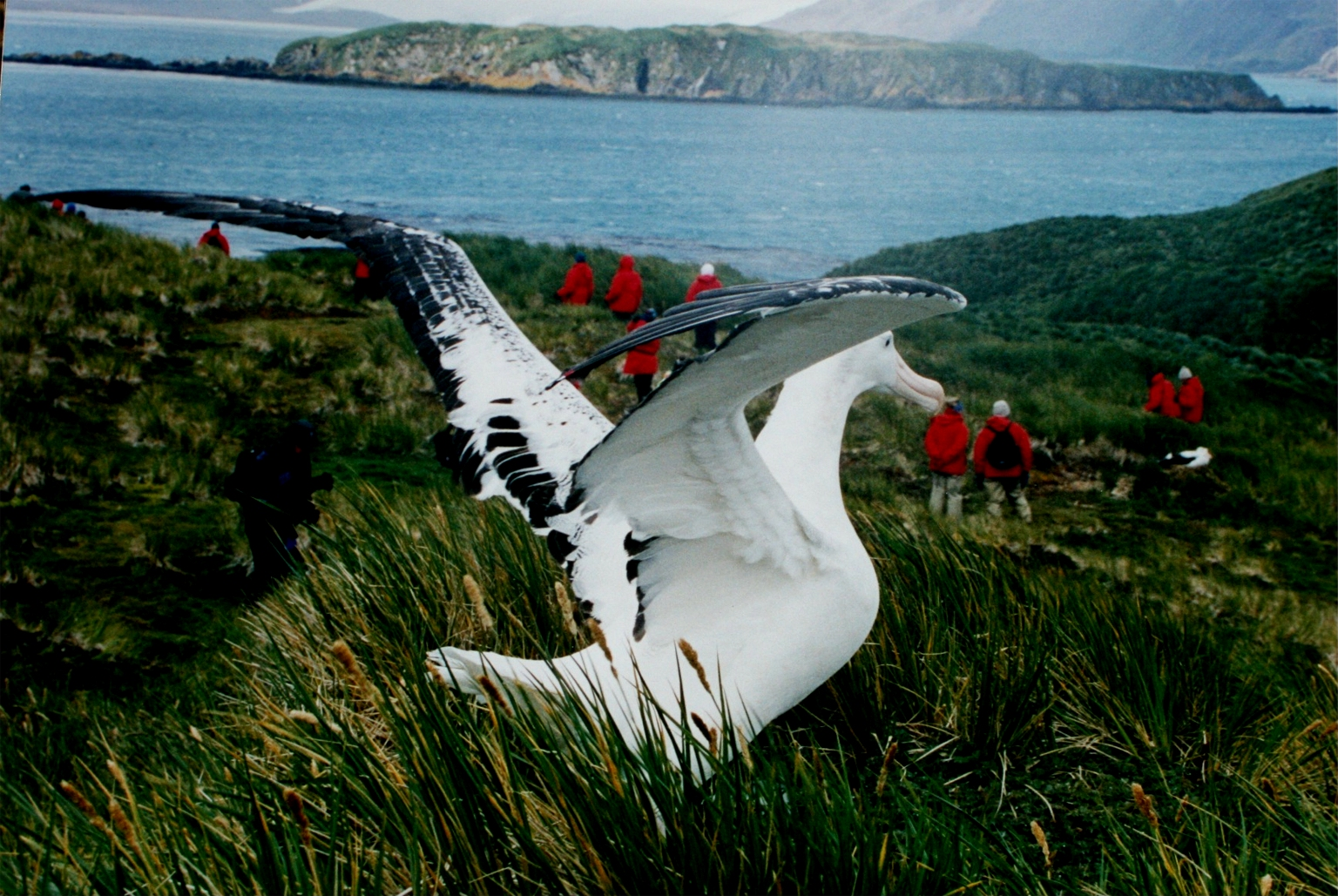

## Tham khảo

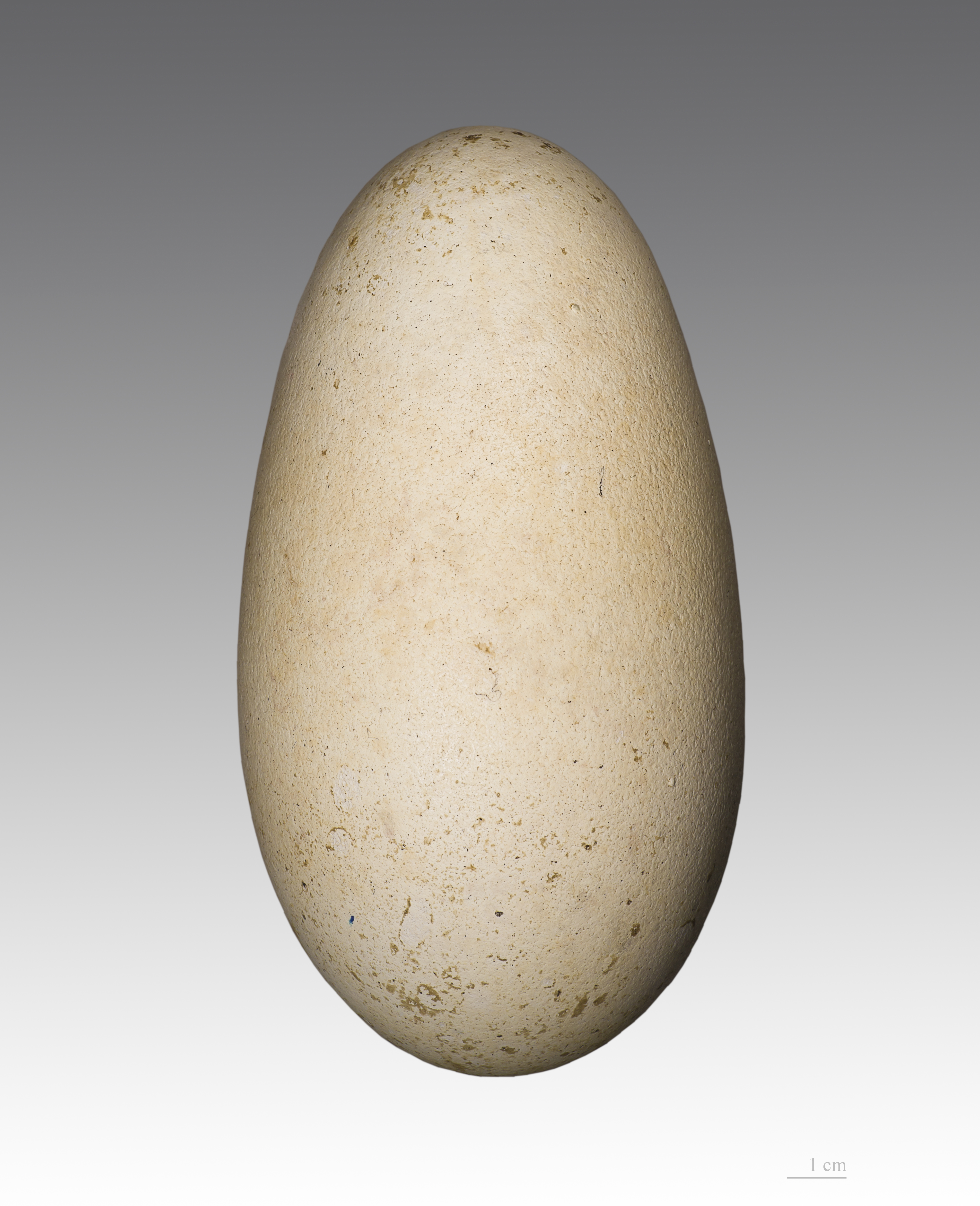
Trứng chim Diomedea exulans